# Bernhard Schwarzkopf
Carl Friedrich Bernhard Schwarzkopf (* 25. August 1825 in Brotterode im Landkreis Schmalkalden-Meiningen; † 29. Januar 1896 in Schmalkalden) war ein deutscher Bürgermeister und Mitglied der kurhessischen Ständeversammlung.

## Leben
Bernhard Schwarzkopf übte in seinem Heimatort das Amt des Bürgermeisters aus und erhielt in dieser Funktion im Jahre 1861 ein Mandat für die Zweite Kammer der kurhessischen Ständeversammlung. Er wurde gewählt im Wahlbezirk Schmalkalden-Land.
Die Ständeversammlung wurde nach den Unruhen im Jahre 1830 zum Zweck der Beratung und Beschlussfassung einer Verfassung gebildet und hatte bis 1866 Bestand, als das Land Hessen von Preußen annektiert wurde.